# Bangkok Love Story
Pour plus de détails, voir Fiche technique et Distribution.
Bangkok Love Story (thaï : เพื่อน...กูรักมึงว่ะ, Pêuan ... goo rák meung wâ, littéralement « Ami… je t'aime ») est un film thaïlandais de Poj Arnon sorti en 2007.

## Synopsis
Un tueur à gages, Mehk, rencontre l'homme qu'il doit tuer, Eit. Mais il refuse de remplir son contrat. Dans la fusillade, il reçoit une balle. Fuyant ensemble, Mehk et Eit apprennent à se connaître, et développent des sentiments inattendus.

## Fiche technique
- Titre : Bangkok Love Story
- Titre original : เพื่อน...กูรักมึงว่ะ (Pêuan ... goo rák meung wâ)
- Réalisation : Poj Arnon
- Scénario : Poj Arnon
- Musique : Giant Wave
- Photographie : Tiwa Moeithaisong
- Montage : Tiwa Moeithaisong
- Genre : Action, drame et romance
- Durée : 109 minutes
- Date de sortie : 16 septembre 2007 en Thaïlande[2]

## Distribution
- Rattanaballang Tohssawat : เมฆ (Mehk) - Nuage
- Chaiwat Thongsaeng : อิฐ (Eit) - Pierre
- Wiradit Srimalai : หมอก (Mhok) - Brouillard
- Chutcha Rujinanon : ทราย (Sai) - Sable
- Uthumporn Silaphan : maman
- Chonprakhan Janthareuang : boss 1
- Rachanu Boonchuduang : femme du boss
- Suchao Pongwilai : boss 2